# Valmondois
Valmondois – miejscowość i gmina we Francji, w regionie Île-de-France, w departamencie Dolina Oise.
Według danych na rok 2010 gminę zamieszkiwały 1204 osoby, a gęstość zaludnienia wynosiła 262 osoby/km².